# Alpes de Lumière
Alpes de Lumière est une association à but non lucratif française fondée le 23 mai 1953 par Pierre Martel et reconnue d'utilité publique. Son siège est actuellement établi à Forcalquier (Alpes-de-Haute-Provence), dans l'ancien palais de justice de la ville.
Ancien palais de justice de Forcalquier, siège social de l'association Alpes de Lumière.

## Mission
L'association a pour objet l'étude, la sauvegarde et la mise en valeur du patrimoine bâti, naturel et culturel de la Haute-Provence. Elle se préoccupe de la conservation des savoir-faire locaux qu'ils soient constructifs, domestiques ou environnementaux et de leur transmission auprès des nouvelles générations et s'applique chaque année à approfondir ses recherches et ses connaissances. Elle se situe au croisement de la protection du patrimoine, de l'aménagement du territoire et de l'éducation populaire. Elle s'appuie notamment sur la réflexion de Pierre Martel. Ce dernier a laissé à l'association un fonds d'archives considérable.

## Création
L'association a fondé le musée départemental ethnologique de Salagon en 1981 et en a assuré l'animation pendant quinze ans. Le musée accueille aujourd'hui plus de 25 000 visiteurs par an.

Slogan : « Un pays à vivre et à partager. »